# Partito della Libera Opinione
Il Partito della Libera Opinione (Κόμμα των Ελευθεροφρόνων), anche noto come Partito dei Liberi Pensatori, è stato un partito politico greco di estrema destra fondato nel 1922 da Ioannis Metaxas.

## Storia
Il Partito della Libera Opinione venne formalmente fondato nel novembre 1922 dal generale Ioannis Metaxas, che adottò come programma il manifesto programmatico pubblicato il 13 ottobre dello stesso anno sul quotidiano Nea Imera.
A seguito dell'instabilità politica causata dalle elezioni parlamentari in Grecia del 1936 (che attribuirono 143 seggi ai monarchici, 142 ai repubblicani e 15 ai comunisti) ed alla morte del primo ministro Konstantinos Demertzis, il re Giorgio II di Grecia (tornato al trono dopo una breve parentesi repubblicana), temendo un colpo di stato, affidò il governo a Metaxas, allora ministro della difesa nel governo greco.
Come conseguenza di uno sciopero generale,  Metaxas dichiarò lo stato d'emergenza e instaurò una dittatura il 4 agosto del 1936,  facendo sciogliere così tutti i partiti greci, compreso il Partito della Libera Opinione.

## Risultati elettorali
| Elezione                   | Voti    | %    | Seggi    |
| -------------------------- | ------- | ---- | -------- |
| Parlamentari 1926          | 151.660 | 15,8 | 52 / 286 |
| Parlamentari 1928          | 53.958  | 5,3  | 1 / 250  |
| Parlamentari 1929 (Senato) | 22.518  | 2,7  | 2 / 92   |
| Parlamentari 1932          | 18.591  | 1,6  | 3 / 254  |
| Parlamentari 1933          | 25.758  | 2,3  | 6 / 248  |
| Parlamentari 1936          | 50.137  | 3,9  | 7 / 300  |